# Юнаковка
Юнаковка (укр. Юнаківка) — село, Юнаковский сельский совет,
Сумский район, Сумская область, Украина.
Является административным центром Юнаковского сельского совета, в который, кроме того, входит село Садки.

## Географическое положение
Село Юнаковка находится у истоков реки Локни, ниже по течению примыкает село Локня. Вокруг села проходит несколько магистральных газопроводов. Село находится на расстоянии в 6 км от границы с Россией. Рядом проходит автомобильная дорога Н-07.

## История

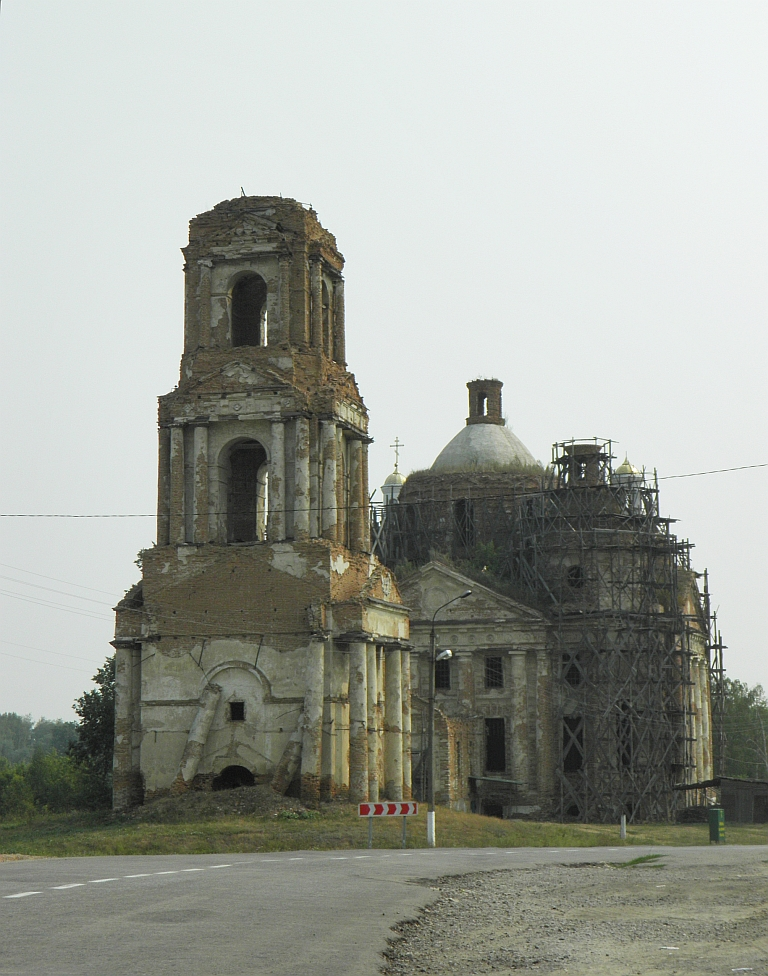
Разрушенная церковь

В древности здесь был город, уничтоженный монголо-татарами. Лаврентьевская летопись за 1125 год сообщает: 
Сташа (половцы) у Ратмира дубравы за Вырем, послали бо бяхут послы ко Всеволоду и не пропустиша их опять, Ярополочи бо бяхут посадницы по всей Семи — и изымаша послы их на Локне.
 Следовательно здесь, когда Ярополк овладел посемьем, уже были города. Посадники его, собирая дань и наблюдая за половцами, занимали уже их. Здесь же были остановлены и послы половецкие на возвратном пути от Всеволода черниговского.
Расположенные в 7 верстах от села Юнаковки курганы и местность, окружённая валом и окопанная рвами, служат памятником существовавшего здесь города.
Село Юнаковка основана в 1685 году выходцами из Волыни. Сначала принадлежала сотнику С. Юноку, а с 1727 года — князю Г. Голицину.
В XIX веке село Юнаковка было волостным центром Юнаковской волости Сумского уезда Харьковской губернии. В селе была Рождество-Богородичная и Преображенская церковь.
В начале XX века в селе находились 3 церкви, лавки, базары, 4 ярмарки, ткацкая фабрика, почта и телеграф. Насчитывало 7,5 тыс. жителей.
После провозглашения независимости Украины село оказалось на границе с Россией, здесь был оборудован пункт пропуска автомобильного транспорта «Юнаковка», который находится в зоне ответственности Сумского пограничного отряда Восточного регионального управления ГПСУ.
По переписи 2001 года население составляло 1741 человек.

## Объекты социальной сферы
- Клуб
- Школа
- Магазины
- Почтовое отделение «Укрпошта»
- Детский сад-ясли

## Достопримечательности
В селе находится храм постройки конца XVIII века, так называемый «Голицынский».

## Известные люди
В Юнаковке бывали М. С. Щепкин, Т. Г. Шевченко.
В селе родились Герои Советского Союза Николай Охрименко и Антон Мачуленко, а также генерал-лейтенант Игнатий Никитович Лышенко и доктор медицинских наук В. О. Бельский.